# Битва при Бадахосе (1936)
Битва при Бадахосе была одной из первых крупных побед франкистов во время Гражданской войны в Испании. После серии атак, хотя и с существенными потерями, националисты овладели укреплённым городом Бадахос 14 августа 1936 года. Испанская Республика оказалась отрезанной от границы с Португалией, а территории севера и юга Испании, находившиеся под контролем националистов, были соединены (однако прочный контакт с войсками генерала Эмилио Молы на севере был установлен только 8 сентября того же года).

## Стратегическое положение
Гражданская война в Испании началась 17 июля 1936 года после частично неудавшегося государственного переворота: повстанцам не удалось захватить власть, но и республика не смогла их сокрушить. В результате повстанческие силы контролировали лишь примерно треть страны.
Генерал Хосе Санхурхо погиб в авиакатастрофе 20 июля, всего через три дня после начала военного путча. Генерал Эмилио Мола контролировал Север, а Франсиско Франко контролировал марокканскую часть. Его первым шагом была организация поддержки с воздуха со стороны Германии и Италии для переброски почти 10’000 регулярных солдат на юг Испании через Гибралтарский пролив.
Посредством воздушных мостов, организованных немцами и итальянцами, а также благодаря транспортным кораблям, националистам удалось перебросить летом 1936 года около 10’000 солдат Африканской армии в южную Испанию через Гибралтарский пролив. Силы националистов под руководством Франсиско Франко были собраны в кулак в Севилье, и 1 августа генерал Франко отдал приказ о начале наступления на север с целью соединения с войсками генерала Молы.
Мотострелковые подразделения франкистов под руководством полковника Карлоса Асенсио и майора Антонио Кастехона начали быстрое продвижение на север, время от времени останавливаясь с целью обстрела и захвата укрепленных пограничных городов. К 10 августа, когда подполковник Хуан Ягуэ прибыл для того, чтобы принять командование войсками возле Мериды, националистам уже удалось занять позиции на протяжении 300 километров у португальской границы. Мерида пала после ожесточённого сражения на берегах Гвадианы, после чего Бадахос, последний к тому времени республиканский аванпост рядом с португальской границей, оказался в окружении. Франко лично следил за операцией по захвату Мериды, и вечером 10 августа принял Ягуэ в своей штаб-квартире и обсудил с ним наступление на Бадахос и дальнейшие задачи. Он хотел выбить республиканцев из города, чтобы объединить зоны, находящиеся под контролем восставших и оставить левый фланг продвигавшихся колонн прикрытым португальской границей. Это оказалось стратегической ошибкой, и из-за задержки начала проведения операции республиканцам удалось лучше организовать оборону города.
При наступлении на Бадахос, Ягуэ имел под своим командованием 2250 солдат Испанского легиона, 750 марокканских регуларес и пять полевых батарей. Майор Хели Телла остался защищать Мериду. Внутри древнего города-крепости, чьи стены были по большей части демонтированы за несколько лет до войны, находился полковник Ильдефонсо Пигдендолас, который имел в своём распоряжении около 6000 ополченцев (по другим данным, это число варьируется от 2 до 4 тысяч). 6 августа, когда к городу подходили войска националистов, часть Гражданской гвардии предприняла попытку перейти на сторону противника. Мятеж был подавлен, хотя силы и мораль республиканцев оказались истощены.

## Ход сражения
Граница с Португалией проходила на западной стороне города. Повстанцы шли с Востока. До начала атаки Бадахос подвергался обстрелу артиллерией и бомбардировке авиацией на протяжении трёх дней. Город был наводнён беженцами, в воздухе витала атмосфера мрачной безысходности. Франкисты начали наступление утром 14 августа после продолжительного обстрела. Подразделение Испанского легиона, IV Bandera, начали штурм Puerta de la Trinidad (Врата Троицы). Самые надёжные отряды защитников, карабинерос, были размещены там же на случай атаки. Яростное сопротивление республиканских пулемётчиков и стрелков сдержало наступление, просеяв несколько волн атакующих националистов.
Не обращая внимания на потери, легионеры продолжали штурм. Благодаря поддержке бронеавтомобилей националистам удалось занять врата и уничтожить защитников в рукопашном бою. Победа, однако, досталась большой ценой: 16-я рота, участвовавшая в атаке, потеряла 76 солдат и офицеров из 90 (по другим источникам, погибших было 20, и ещё 22 получили ранения и 2 пропали без вести). В результате атаки все офицеры подразделения, за исключением самого капитана и одного капрала, были убиты (по другим источникам, погибло двое офицеров из пяти). Тем временем, солдаты Асенсио вошли в город через бреши в стенах; штурм Puerta de la Trinidad, по поздним оценкам, оказался напрасным.
На южной стороне города силы националистов не встретили такого же сильного сопротивления. Марокканские регуларес из Тетуана пробились через Puerta de Los Carros (Автомобильные врата), и легионеры с марокканцами выбили республиканцев из казарм. Множество солдат внутри города перешли на сторону мятежников, тем самым позволив облегчить вход в город наступавшим. После взятия оборонительных валов, националисты заставили республиканцев беспорядочно отступать, после чего начали штыками пробиваться к центру города, убивая в том числе тех, кто бросил оружие и поднял руки. Уличные бои продолжались и после наступления темноты. Легионеры захватили в плен 43 раненых ополченца в местном военном госпитале и затем убили их.
Полковник Пигдендолас, вместе с мэром и другими членами комитета обороны, ускользнул из города примерно в 9:00 утра и бежал в Португалию.

## Последствия
Падение города Бадахос ознаменовало полный переход обширного региона Эстремадура, что на севере от Уэльвы, под контроль франкистского правительства. После битвы Ягуэ продолжил наступление в сторону Мадрида и реки Тахо. В течение последующих недель своего похода он вступал в полевые сражения с силами Республики.
Сражения, продолжавшиеся на протяжении лета имели примерно такой же ход, что и при Бадахосе: республиканские ополченцы занимали средневековые крепости, которые усеяны на всей территории Кастилии, но не могли ни остановить, ни даже замедлить продвижение профессиональных войск Франко. Регулярная армия оказалась способной преодолевать подготовленную оборону превосходящих их по численности войск противника, хотя и зачастую неся крупные потери среди своих лучших подразделений. К концу года большинство бойцов Испанского иностранного легиона лежало под стенами укреплённых городов от Севильи до пригородов Мадрида.

### Резня среди гражданского населения
Согласно многочисленным сообщениям, националисты разграбили город и казнили несколько тысяч военнопленных и гражданских лиц. Кульминацией этого зверства стал ряд экзекуций на арене городской корриды, где франкисты поставили пулемёты на барьерах вокруг площадки. Крики умирающих можно было услышать почти в любой части города. Убийства и изнасилования продолжались на протяжении нескольких дней, и, благодаря неспособности Ягуэ прекратить беспорядок, ему дали прозвище «Бадахосский мясник». Зарубежные корреспонденты, в зависимости от своих политических симпатий, сообщали об оценке в 1 800 и 4 000 убитых гражданских лиц.
Общественности были представлены многочисленные показания свидетелей и различные сообщения о бадахосской резне, в том числе от таких зарубежных корреспондентов, как Джей Аллен (США), Марио Невес (Португалия), Марсель Дэни и Рене Брю (Франция); существует также и фотоматериалы. Сегодня большинство историков сходятся во мнении о том, что Ягуэ приказал казнить несколько тысяч ополченцев и гражданских после падения города и сжечь их трупы, поскольку не хотел оставлять врагов, среди солдат или мирного населения, в тылу своей армии. По словам журналиста Джея Т. Уайтейкера, Ягуэ однажды прокомментировал это событие таким образом:
«Конечно мы их расстреляли, ― он сказал мне, ― а как иначе? Что же, мне следовало бы взять 4000 красных с собой в колонну, когда мы были в гонке с самим временем? Или мне нужно было отпустить их и оставить в тылу чтобы Бадахос снова стал красным?»
Резня в городе не была единственным подобным случаем во время похода колонны Ягуэ из Севильи в Бадахос. В каждом городе, который был захвачен людьми Ягуэ, происходили многочисленные казни среди мирного населения. По некоторым данным, более 6 тысяч человек были убиты только в одной провинции Бадахос (в том числе в самом городе). В основном жертвами были путешественники и фермеры. Массовое уничтожение населения позднее стало известно миру как «белый террор».